# Carlos Aguiar Retes
Carlos kardinál Aguiar Retes (* 9. ledna 1950, Tepic, Nayarit) je mexický římskokatolický duchovní, arcibiskup mexický, který byl v listopadu roku 2016 jmenován papežem Františkem kardinálem.
V letech 1961–1969 studoval bohosloví v semináři v Tepic.